# Quercus congesta
Quercus congesta är en bokväxtart som beskrevs av Karel Presl. Quercus congesta ingår i släktet ekar, och familjen bokväxter. Inga underarter finns listade.